# جوكان بايين (باغ صفا)
جوکان بایین (بالفارسية: جوکان پایین) هي قرية تقع في إيران في قسم باغ صفا الريفي. يقدر عدد سكانها بـ 267 نسمة بحسب إحصاء 2016.